# Паоло Ніколато
Паоло Ніколато (італ. Paolo Nicolato, нар. 21 грудня 1966, Лоніго) — італійський футбольний тренер.

## Кар'єра тренера
Грав у футбол на аматорському рівні до своєї кар'єри тренера, яку розпочав 1999 року, ставши тренером молодіжної команди «К'єво», де, тренуючи різні вікові групи, пропрацював з 1999 по 2014 рік, за винятком сезону 2012/13, в якому Ніколато був помічником Еудженіо Коріні в першій команді. У сезоні 2013/14 виграв з командою молодіжний чемпіонат Італії.
2014 року прийняв нижчолігове «Лумеццане», яке з перервами очолював до 2016 року.
У серпні 2016 року став головним тренером юнацької збірної Італії, з якою пробився на чемпіонат Європи 2018 року серед юнаків до 19 років, де Італія стала фіналістом турніру. Цей результат дозволив Ніколато 2019 року з командою до 20 років поїхати на молодіжний чемпіонат світу в Польщі, посівши на турнірі 4 місце.
3 липня 2019 року федерація довірила йому керівництво молодіжною збірною Італії U-21. У 2021 році на чемпіонаті Європи U-21 вона дійшла до чвертьфіналу, а от на чемпіонаті 2023 року Італія не вийшла з групи. Після цього у Ніколато закінчився контракт, який не продовжили.
5 лютого 2024 року Ніколато став новим тренером національної збірної Латвії.